# Fault Lines
Fault Lines er det tredje studiealbum af det danske synthrock-band Turboweekend, der udkom den 25. juni 2012 på EMI, og er dermed bandets debutudgivelse på selskabet. "On My Side" udkom som første single fra albummet den 30. april 2012.
Om albummet udtaler Turboweekend:
| Citat | Fault Lines er uden tvivl vores mest gennemarbejdede album til dato. Ikke bare i produktionen, men også i sangskrivningen. De 11 numre er udvalgt fra en stor pulje, som vi har skrevet på i over et år, og næsten alle numre har været igennem flere faser før de fandt en endelig form, som alle i bandet var glade for. Pladen indeholder både det helt afpillede, det stort orkestrerede, det hårdt svingende, og det dejligt opløftende, samtidigt med, at der er en kerne, der binder det hele sammen. Og vi er meget stolte af resultatet. | Citat |
|       | |       |

## Spor
| #   | Titel                         | Længde |
| --- | ----------------------------- | ------ |
| 1.  | "Fire of the Stampede"        |        |
| 2.  | "Neverending"                 |        |
| 3.  | "Reflections on Chrome"       |        |
| 4.  | "On My Side"                  |        |
| 5.  | "Boulevard"                   |        |
| 6.  | "Good Morning, It's Tomorrow" |        |
| 7.  | "You're the Cure"             |        |
| 8.  | "Rubicon"                     |        |
| 9.  | "Drying Out in the Sun"       |        |
| 10. | "Douglas"                     |        |
| 11. | "I Forgot"                    |        |